# Martin Damsbo

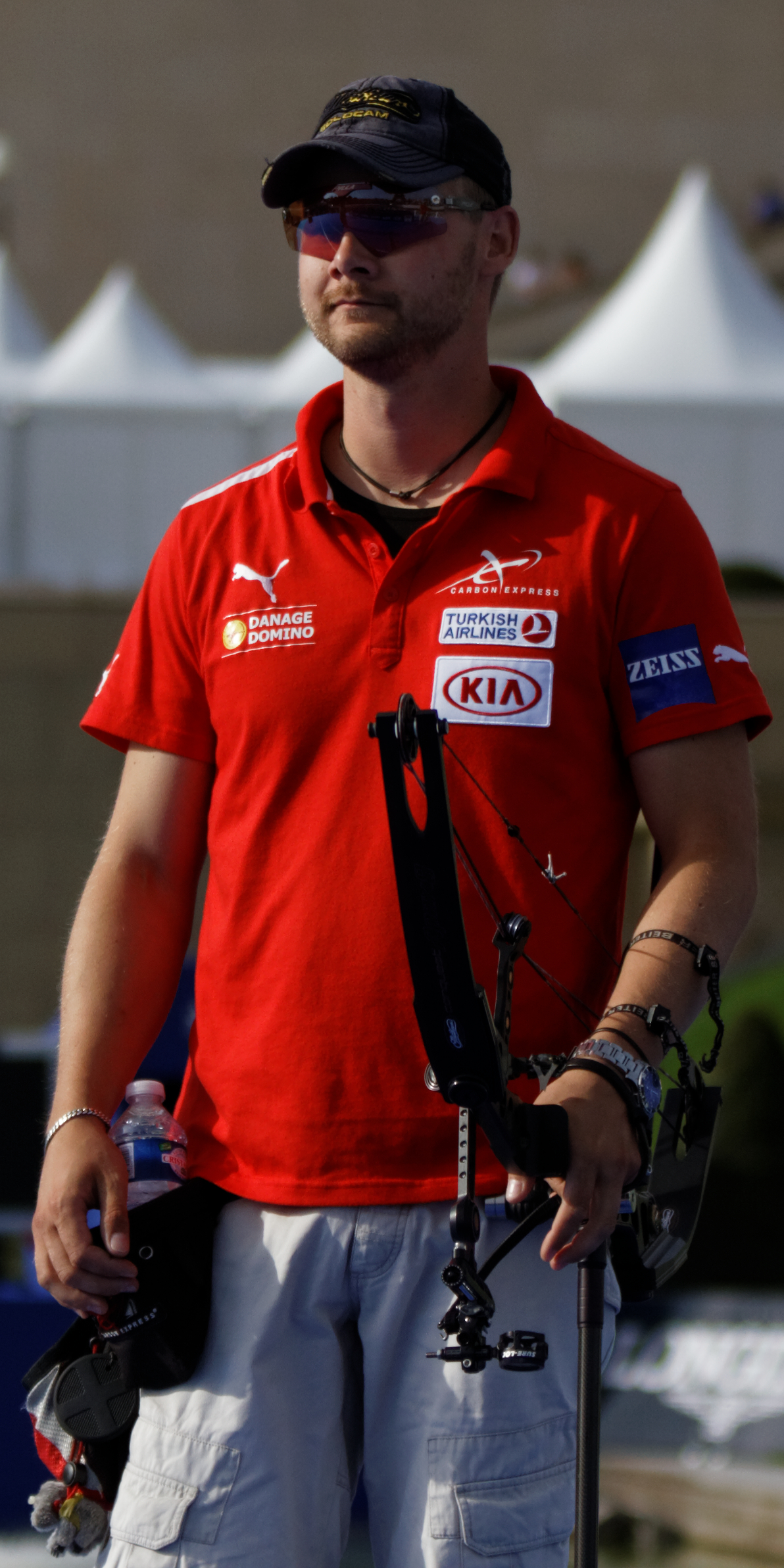
Damsbo in 2013

Martin Damsbo (Odense, 26 mei 1985) is een Deens boogschutter.
Damsbo begon met boogschieten in 1994, hij schiet met een compoundboog. In 2000 werd hij lid van het Deens nationaal team. Hij werd meerdere malen nationaal kampioen en behaalde ook internationaal goede resultaten. Hij staat negende (juni 2008) op de FITA-wereldranglijst.

## Resultaten
2004
 Face2Face
2005
9e WK outdoor (individueel), Madrid
4e WK outdoor (team), Madrid
 WK indoor (team), Alborg
2007
 WK outdoor (individueel), Leipzig
2008
 EK outdoor (individueel), Vittel